# Mont (Pyrénées-Atlantiques)
Pour les articles homonymes, voir Mont.
Mont (en béarnais Mont ou Moun) est une commune française située dans le département des Pyrénées-Atlantiques, en région Nouvelle-Aquitaine.

## Géographie

### Localisation
La commune de Mont se trouve dans le département des Pyrénées-Atlantiques, en région Nouvelle-Aquitaine.
Elle se situe à 36 km par la route de Pau, préfecture du département, et à 8,9 km d'Artix, bureau centralisateur du canton d'Artix et Pays de Soubestre dont dépend la commune depuis 2015 pour les élections départementales.
La commune fait en outre partie du bassin de vie d'Artix.
Les communes les plus proches sont : 
Argagnon (3,4 km), Maslacq (3,5 km), Lacq (3,7 km), Arthez-de-Béarn (4,5 km), Abidos (4,6 km), Lagor (4,7 km), Urdès (5,3 km), Sarpourenx (5,4 km).
Sur le plan historique et culturel, Mont fait partie de la province du Béarn, qui fut également un État et qui présente une unité historique et culturelle à laquelle s’oppose une diversité frappante de paysages au relief tourmenté.

### Communes limitrophes
Les communes limitrophes sont  Lacq (d), Abidos, Argagnon, Arthez-de-Béarn, Lacq, Lagor et Maslacq.
|         | Argagnon | Arthez-de-Béarn |
| Maslacq | Mont     | Lacq            |
|         | Lagor    | Abidos          |

### Hydrographie

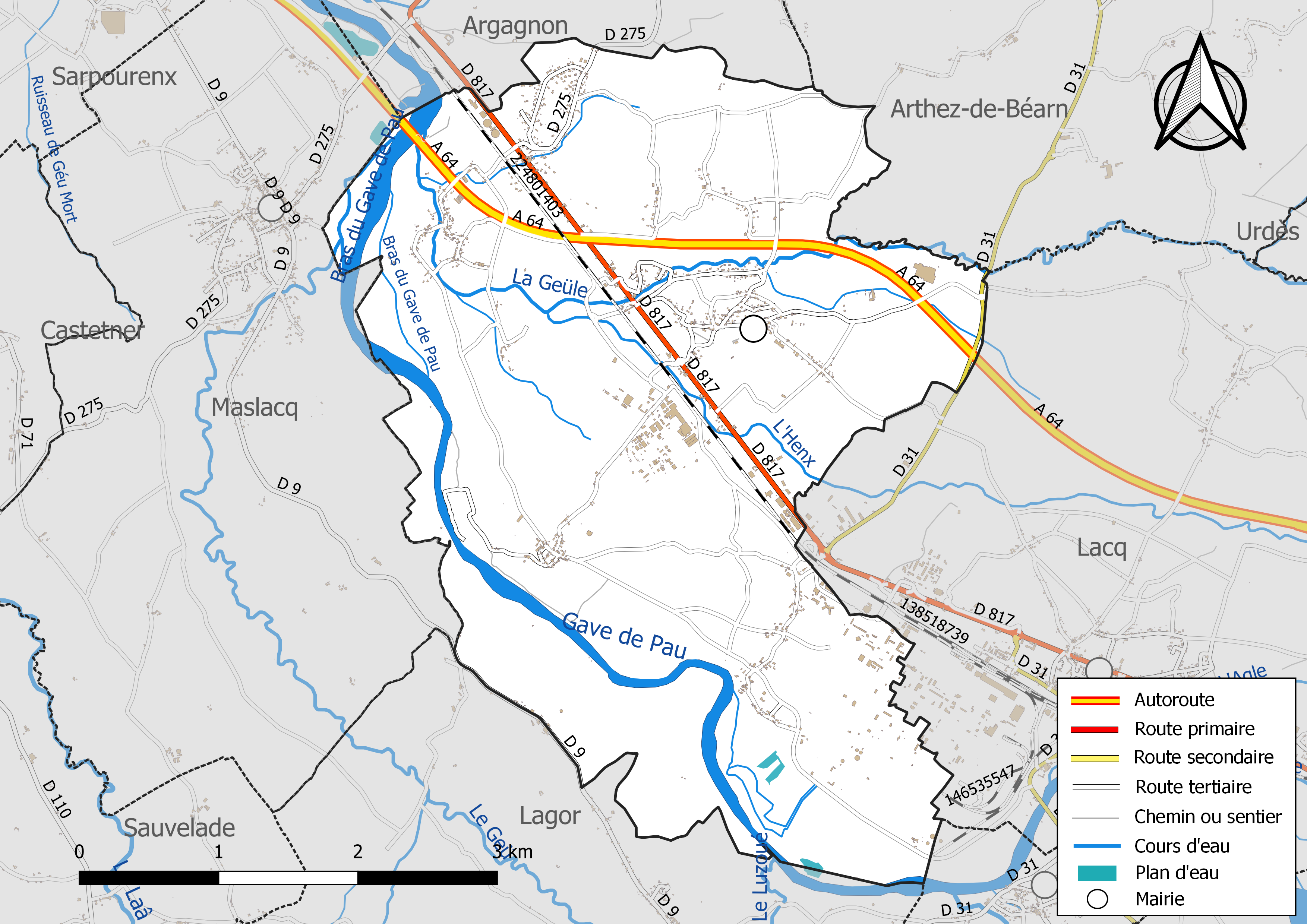
Réseaux hydrographique et routier de Mont.

La commune est drainée par le gave de Pau, la Geüle, le Geü, le Luzoué, L'Henx, un bras du gave de Pau, et par divers petits cours d'eau, constituant un réseau hydrographique de 27 km de longueur totale,.
Le gave de Pau, d'une longueur totale de 192,8 km, prend sa source dans la commune de Gavarnie-Gèdre et s'écoule du sud-est vers le nord-ouest. Il traverse la commune et se jette dans l'Adour à Saint-Laurent-de-Gosse, après avoir traversé 88 communes.
La Géüle, d'une longueur totale de 21,2 km, prend sa source dans la commune de Denguin et s'écoule d'est en ouest. Elle traverse la commune et se jette dans le gave de Pau sur le territoire communal, après avoir traversé 9 communes.
Le Geü, d'une longueur totale de 22,5 km, prend sa source dans la commune de Lucq-de-Béarn et s'écoule du sud vers le nord. Il traverse la commune et se jette dans le gave de Pau sur le territoire communal, après avoir traversé 5 communes.

### Climat
Pour des articles plus généraux, voir Climat de la Nouvelle-Aquitaine et Climat des Pyrénées-Atlantiques.
Historiquement, la commune est exposée à un climat de montagne.
En 2020, Météo-France publie une typologie des climats de la France métropolitaine dans laquelle la commune est toujours exposée à un climat de montagne et est dans la région climatique Pyrénées atlantiques, caractérisée par une pluviométrie élevée (>1 200 mm/an) en toutes saisons, des hivers très doux (7,5 °C en plaine) et des vents faibles.
Pour la période 1971-2000, la température annuelle moyenne est de 13,5 °C, avec une amplitude thermique annuelle de 14,1 °C. Le cumul annuel moyen de précipitations est de 1 157 mm, avec 11,8 jours de précipitations en janvier et 8 jours en juillet. Pour la période 1991-2020, la température moyenne annuelle observée sur la station météorologique la plus proche, située sur la commune d'Orthez à 11 km à vol d'oiseau, est de 14,1 °C et le cumul annuel moyen de précipitations est de 1 211,5 mm,. Pour l'avenir, les paramètres climatiques de la commune estimés pour 2050 selon différents scénarios d’émission de gaz à effet de serre sont consultables sur un site dédié publié par Météo-France en novembre 2022.

### Milieux naturels et biodiversité

#### Réseau Natura 2000
Le réseau Natura 2000 est un réseau écologique européen de sites naturels d'intérêt écologique élaboré à partir des Directives « Habitats » et « Oiseaux », constitué de zones spéciales de conservation (ZSC) et de zones de protection spéciale (ZPS).
Un site Natura 2000 a été défini sur la commune au titre de la « directive Habitats » : le « gave de Pau », d'une superficie de 8 194 ha, un vaste réseau hydrographique avec un système de saligues encore vivace,.

#### Zones naturelles d'intérêt écologique, faunistique et floristique
L’inventaire des zones naturelles d'intérêt écologique, faunistique et floristique (ZNIEFF) a pour objectif de réaliser une couverture des zones les plus intéressantes sur le plan écologique, essentiellement dans la perspective d’améliorer la connaissance du patrimoine naturel national et de fournir aux différents décideurs un outil d’aide à la prise en compte de l’environnement dans l’aménagement du territoire.
Une ZNIEFF de type 2 est recensée sur la commune, : 
le « réseau hydrographique du gave de Pau et ses annexes hydrauliques » (3 000,84 ha), couvrant 71 communes dont 10 dans les Landes, 59 dans les Pyrénées-Atlantiques et 2 dans les Hautes-Pyrénées.

## Urbanisme

### Typologie
Au 1er janvier 2024, Mont est catégorisée commune rurale à habitat dispersé, selon la nouvelle grille communale de densité à sept niveaux définie par l'Insee en 2022.
Elle est située hors unité urbaine et hors attraction des villes,.

### Occupation des sols

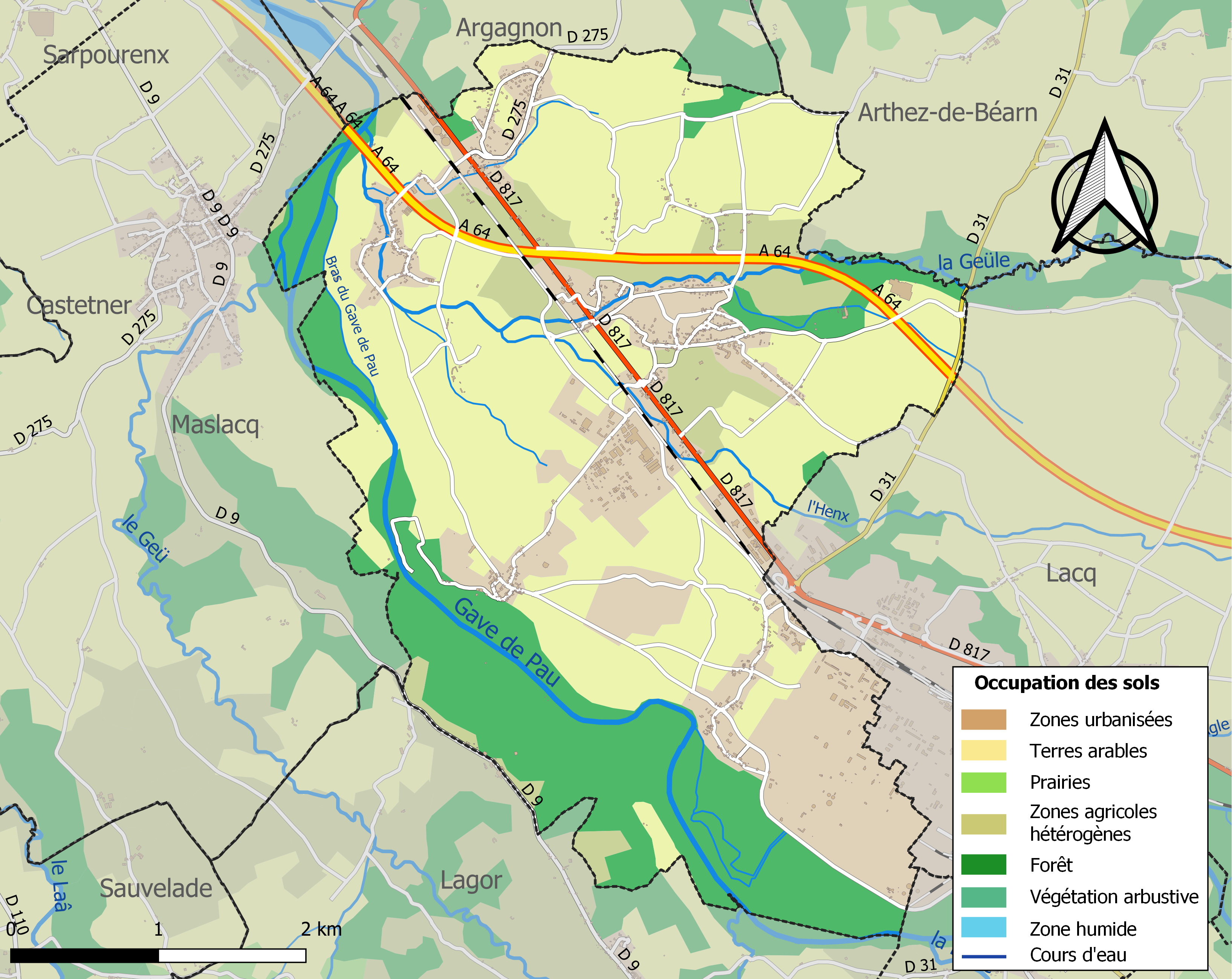
Carte des infrastructures et de l'occupation des sols de la commune en 2018 (CLC).

L'occupation des sols de la commune, telle qu'elle ressort de la base de données européenne d’occupation biophysique des sols Corine Land Cover (CLC), est marquée par l'importance des territoires agricoles (54,8 % en 2018), en diminution par rapport à 1990 (57,8 %). La répartition détaillée en 2018 est la suivante : 
terres arables (45,4 %), forêts (22,9 %), zones industrielles ou commerciales et réseaux de communication (12,6 %), zones urbanisées (9,7 %), zones agricoles hétérogènes (9,4 %). L'évolution de l’occupation des sols de la commune et de ses infrastructures peut être observée sur les différentes représentations cartographiques du territoire : la carte de Cassini (XVIIIe siècle), la carte d'état-major (1820-1866) et les cartes ou photos aériennes de l'IGN pour la période actuelle (1950 à aujourd'hui).

### Lieux-dits et hameaux
- Arance
- la Campagne
- Gouze
- Lendresse
- l'Oustalot
- Village

### Voies de communication et transports
La commune est desservie par la route départementale 817.
Mont est également desservie par le réseau d'autocars interurbains des Pyrénées-Atlantiques :
- Pau — Rue Mathieu Lalanne ⥋ Orthez — Gare SNCF

### Risques majeurs
Le territoire de la commune de Mont est vulnérable à différents aléas naturels : météorologiques (tempête, orage, neige, grand froid, canicule ou sécheresse), inondations et séisme (sismicité modérée). Il est également exposé à deux risques technologiques, le transport de matières dangereuses et  le risque industriel, et à un risque particulier : le risque de radon. Un site publié par le BRGM permet d'évaluer simplement et rapidement les risques d'un bien localisé soit par son adresse soit par le numéro de sa parcelle.

#### Risques naturels
La commune fait partie du territoire à risques importants d'inondation (TRI) de Pau, regroupant 34 communes concernées par un risque de débordement du gave de Pau, un des 18 TRI qui ont été arrêtés fin 2012 sur le bassin Adour-Garonne. Les événements antérieurs à 2014 les plus significatifs sont les crues de 1800, crue la plus importante enregistrée à Orthez (H = 15,42 m au pont d'Orthez), du 23 juin 1875, exceptionnelle par son ampleur géographique, des 27 et 28 octobre 1937, la plus grosse crue enregistrée à Lourdes depuis 1875, du 3 février 1952, du 27 janvier 1972 (10,46 m à Orthez pour Q = 725 m3/s), du 28 novembre 1974, du 1er juin 1978 (3,40 m à Rieulhès pour Q = 504 m3/s) et du 19 juin 2013. Des cartes des surfaces inondables ont été établies pour trois scénarios : fréquent (crue de temps de retour de 10 ans à 30 ans), moyen (temps de retour de 100 ans à 300 ans) et extrême (temps de retour de l'ordre de 1 000 ans, qui met en défaut tout système de protection). La commune a été reconnue en état de catastrophe naturelle au titre des dommages causés par les inondations et coulées de boue survenues en 1982, 1983, 1992, 2006, 2009, 2018 et 2019,.

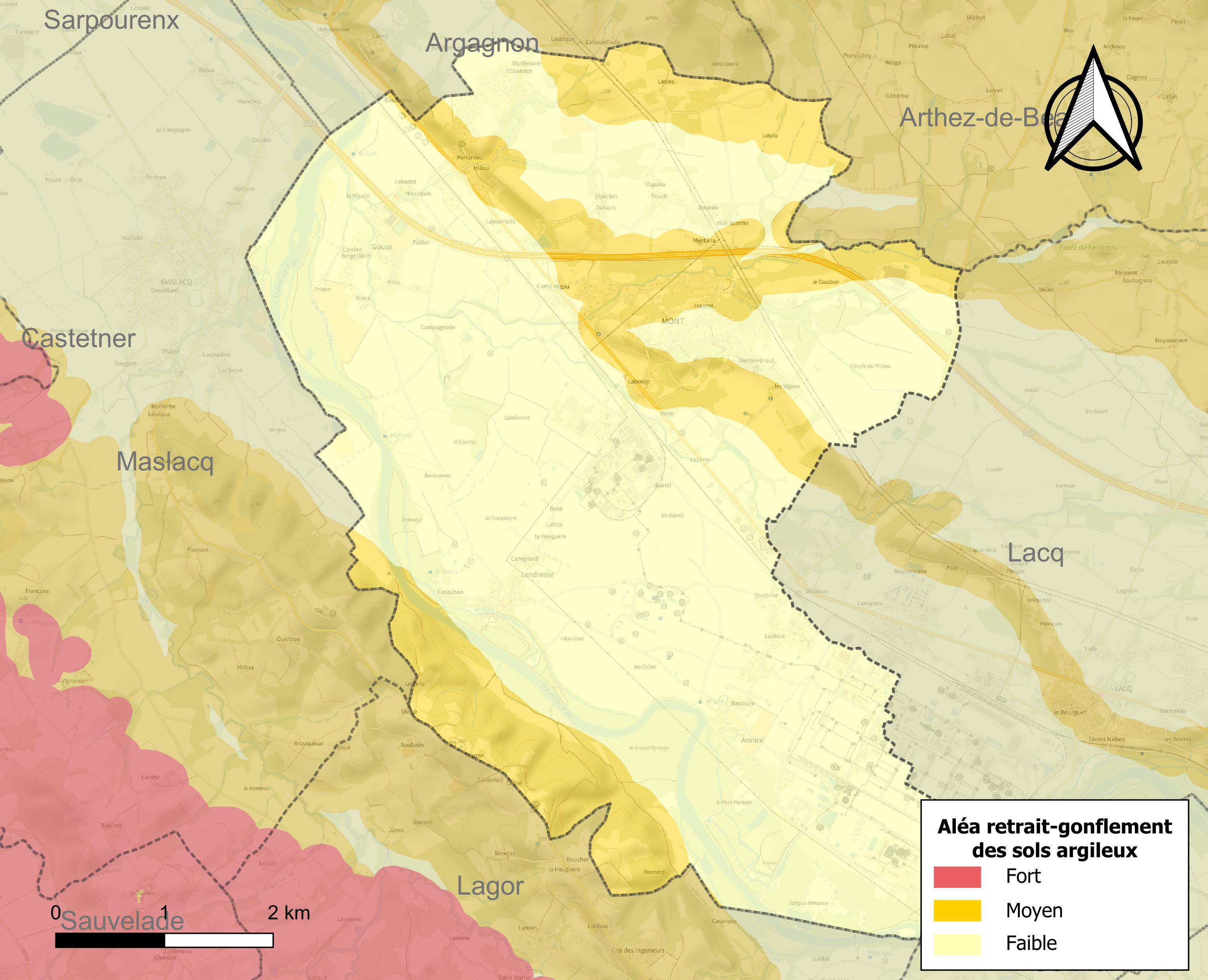
Carte des zones d'aléa retrait-gonflement des sols argileux de Mont.

Le retrait-gonflement des sols argileux est susceptible d'engendrer des dommages importants aux bâtiments en cas d’alternance de périodes de sécheresse et de pluie. 24 % de la superficie communale est en aléa moyen ou fort (59 % au niveau départemental et 48,5 % au niveau national). Depuis le 1er octobre 2020, en application de la loi ELAN, différentes contraintes s'imposent aux vendeurs, maîtres d'ouvrages ou constructeurs de biens situés dans une zone classée en aléa moyen ou fort,.

#### Risque technologique
La commune est exposée au risque industriel, car elle est dans le périmètre du plan de prévention des risques technologiques (PPRT) de la plateforme industrielle de Lacq-Mont approuvé le 6 mai 2014, hébergeant des entreprises soumises à la directive européenne SEVESO classées seuil haut,,.

#### Risque particulier
Dans plusieurs parties du territoire national, le radon, accumulé dans certains logements ou autres locaux, peut constituer une source significative d’exposition de la population aux rayonnements ionisants. Selon la classification de 2018, la commune de Mont est classée en zone 2, à savoir zone à potentiel radon faible mais sur lesquelles des facteurs géologiques particuliers peuvent faciliter le transfert du radon vers les bâtiments.

## Toponymie
Le toponyme Mont apparaît sous les formes Villa de Mont et Mon (respectivement 1235 et 1538, réformation de Béarn).
Son nom béarnais est Mont ou Moun.
Le toponyme Arance est mentionné en 1343 (notaires de Pardies) et apparaît sous les formes Aransse (1383, contrats de Luntz), Aransia (1451, notaires de Lucq), Aransa (1538, réformation de Béarn) et Arance sur la carte de Cassini (fin XVIIIe siècle).
Michel Grosclaude propose deux hypothèses d’origine basque, soit arrantz (« végétation d’épineux ») ou aran (« vallée ») augmenté du suffixe -tze.
Estaria est une ferme d’Arance, citée sous la forme Estariaa en 1344 (notaires de Pardies).
Le toponyme Gouze apparaît sous les formes Goza (1270, titres d'Ossau), 
Goze (1286, titres de Béarn), Gose (XIIIe siècle, fors de Béarn), Guoze (1385, censier de Béarn), Goosse (1487, registre des Établissements de Béarn) et Gonze (1793 ou an II).
Le toponyme Lendresse apparaît sous les formes Landresse (XIe siècle, d'après Pierre de Marca), Landressa (1194, cartulaire de Sauvelade) et Lendressa (1235, réformation de Béarn).

## Histoire
Paul Raymond note qu'en 1385, Mont, Arance, Gouze et Lendresse dépendaient du bailliage de Pau et comptaient respectivement 33, 27, 20 et 16 feux. Dès cette époque, un bac existait à Arance pour franchir le gave. Il y avait à Lendresse une abbaye laïque, vassale de la vicomté de Béarn.
Le 1er janvier 1972 (arrêté préfectoral du 29 décembre 1971), Arance, Gouze, Lendresse et Mont fusionnent pour former la nouvelle commune de Mont.

## Politique et administration
| Période    | Période  | Identité         | Étiquette | Qualité |
| ---------- | -------- | ---------------- | --------- | ------- |
| avant 1988 | 1995     | Omer Camgrand    |           |         |
| 1995       | 2014     | Pierre Domblides |           |         |
| 2014       | En cours | Jacques Clavé    |           |         |

### Intercommunalité
Mont fait partie de cinq structures intercommunales :
- la communauté de communes de Lacq-Orthez ;
- le syndicat d’énergie des Pyrénées-Atlantiques ;
- le syndicat intercommunal d’eau et d’assainissement Gave et Baïse ;
- le syndicat intercommunal de défense contre les inondations du gave de Pau ;
- le syndicat mixte pour le traitement des boues.

### Jumelages
Geiselhöring (Allemagne).

## Population et société

### Démographie
L'évolution du nombre d'habitants est connue à travers les recensements de la population effectués dans la commune depuis 1793. Pour les communes de moins de 10 000 habitants, une enquête de recensement portant sur toute la population est réalisée tous les cinq ans, les populations de référence des années intermédiaires étant quant à elles estimées par interpolation ou extrapolation. Pour la commune, le premier recensement exhaustif entrant dans le cadre du nouveau dispositif a été réalisé en 2008.

En 2022, la commune comptait 1 136 habitants, en évolution de +1,79 % par rapport à 2016 (Pyrénées-Atlantiques : +3,78 %, France hors Mayotte : +2,11 %).
| 1793 | 1800 | 1806 | 1821 | 1831 | 1836 | 1841 | 1846 | 1851 |
| ---- | ---- | ---- | ---- | ---- | ---- | ---- | ---- | ---- |
| 407  | 420  | 414  | 476  | 497  | 468  | 477  | 476  | 463  |

| 1856 | 1861 | 1866 | 1872 | 1876 | 1881 | 1886 | 1891 | 1896 |
| ---- | ---- | ---- | ---- | ---- | ---- | ---- | ---- | ---- |
| 470  | 448  | 414  | 387  | 391  | 381  | 375  | 370  | 377  |

| 1901 | 1906 | 1911 | 1921 | 1926 | 1931 | 1936 | 1946 | 1954 |
| ---- | ---- | ---- | ---- | ---- | ---- | ---- | ---- | ---- |
| 346  | 338  | 350  | 326  | 285  | 286  | 277  | 256  | 250  |

| 1962 | 1968 | 1975 | 1982 | 1990 | 1999 | 2006 | 2008 | 2013  |
| ---- | ---- | ---- | ---- | ---- | ---- | ---- | ---- | ----- |
| 267  | 285  | 729  | 728  | 818  | 845  | 964  | 990  | 1 074 |

| 2018  | 2022  | - | - | - | - | - | - | - |
| ----- | ----- | - | - | - | - | - | - | - |
| 1 131 | 1 136 | - | - | - | - | - | - | - |

## Économie
Station de recompression du réseau de gaz naturel.
La commune fait partiellement partie de la zone d'appellation de l'ossau-iraty.
Une usine d'Arkema est présente.

## Culture locale et patrimoine

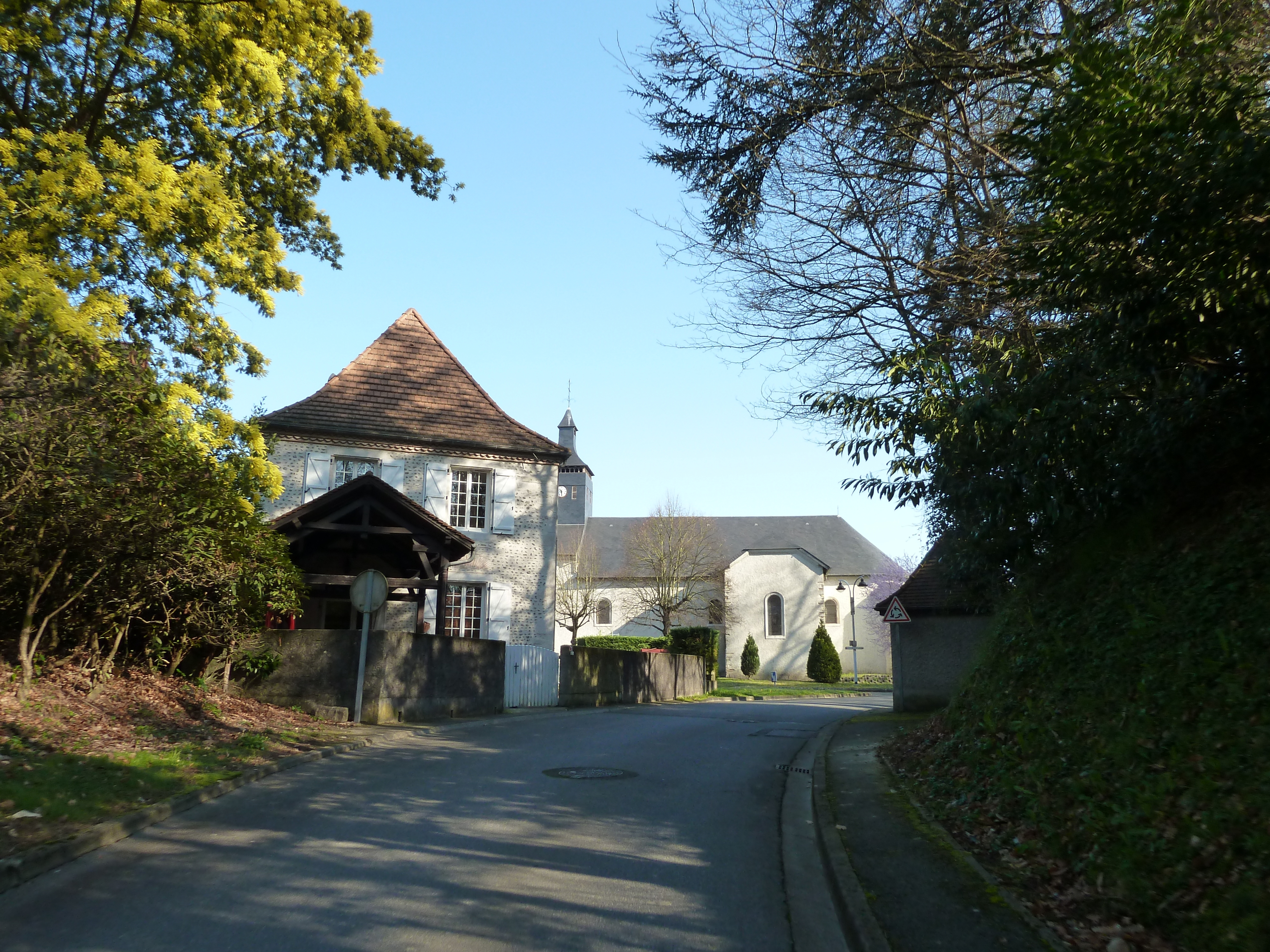
Le bourg.
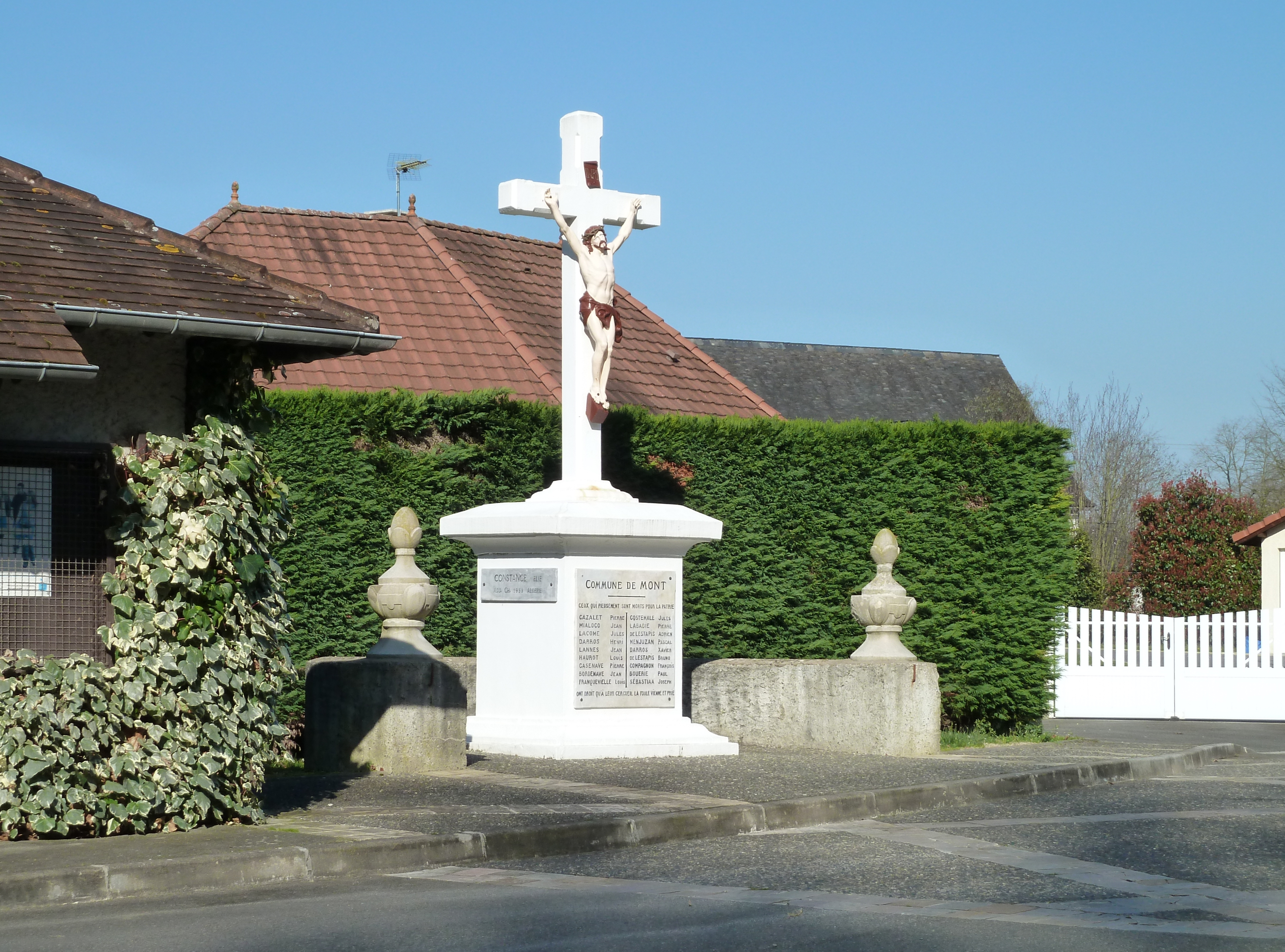
Le monument aux morts.
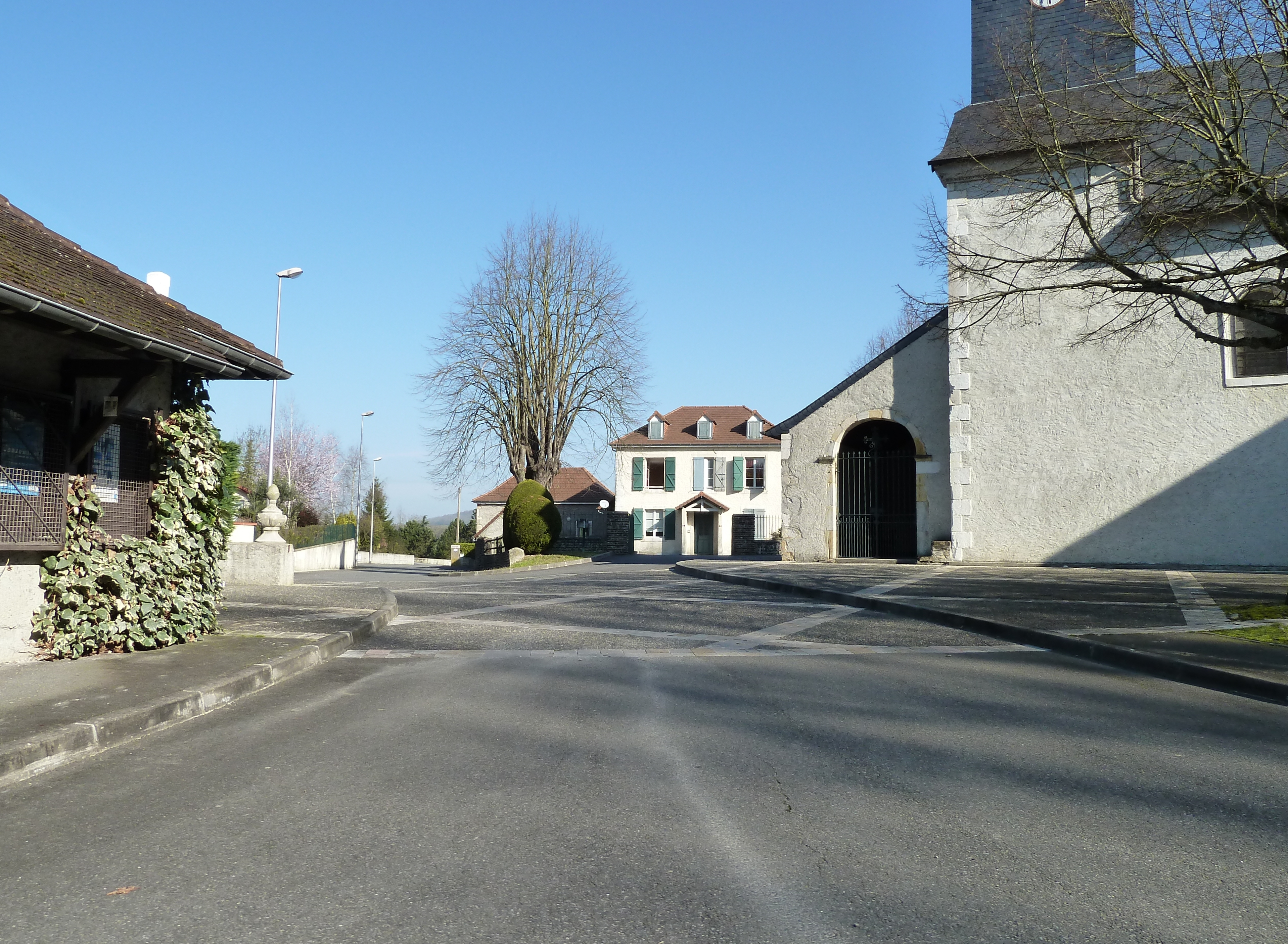
Centre de Mont.
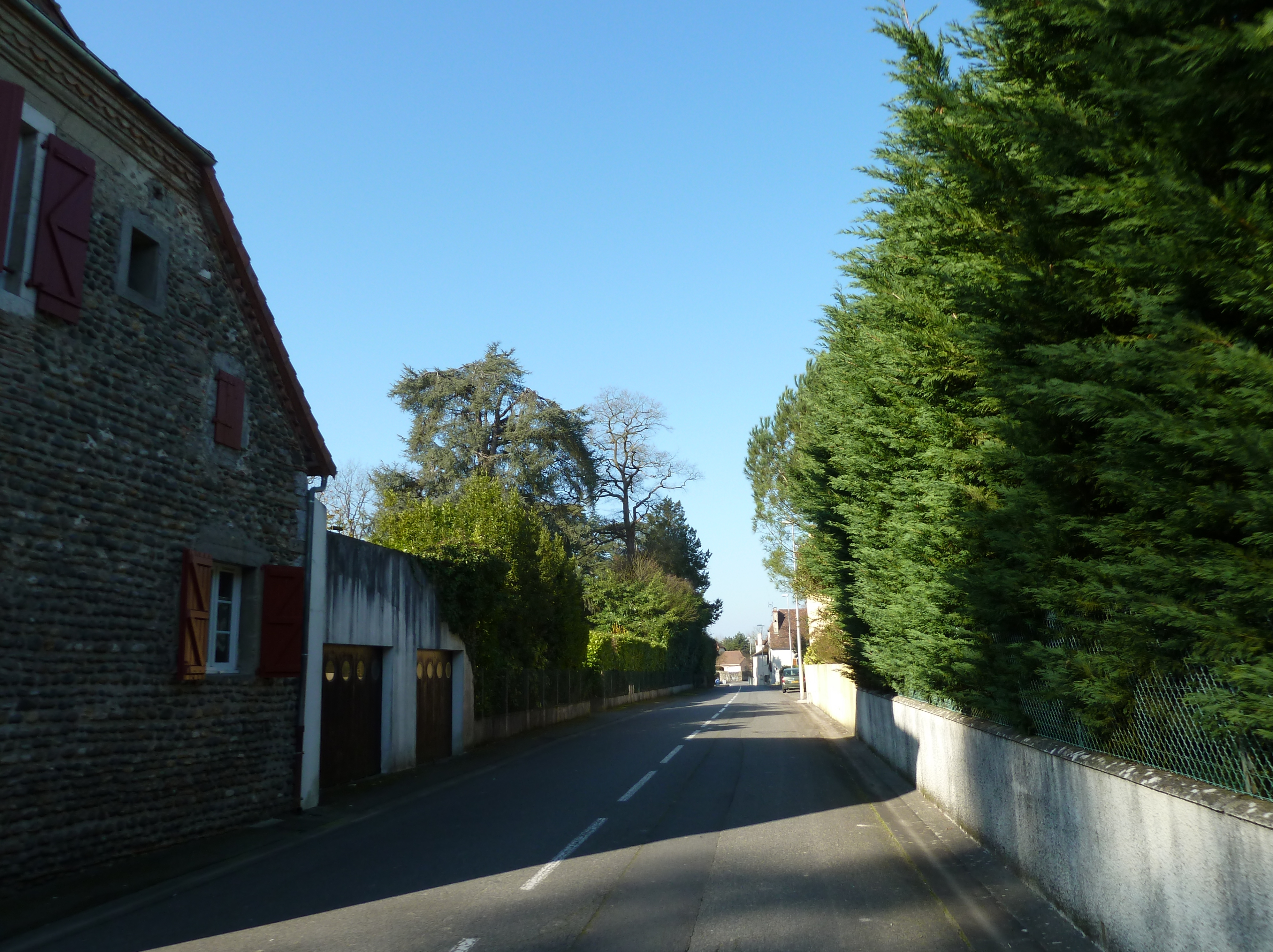
Rues du village.

### Patrimoine civil

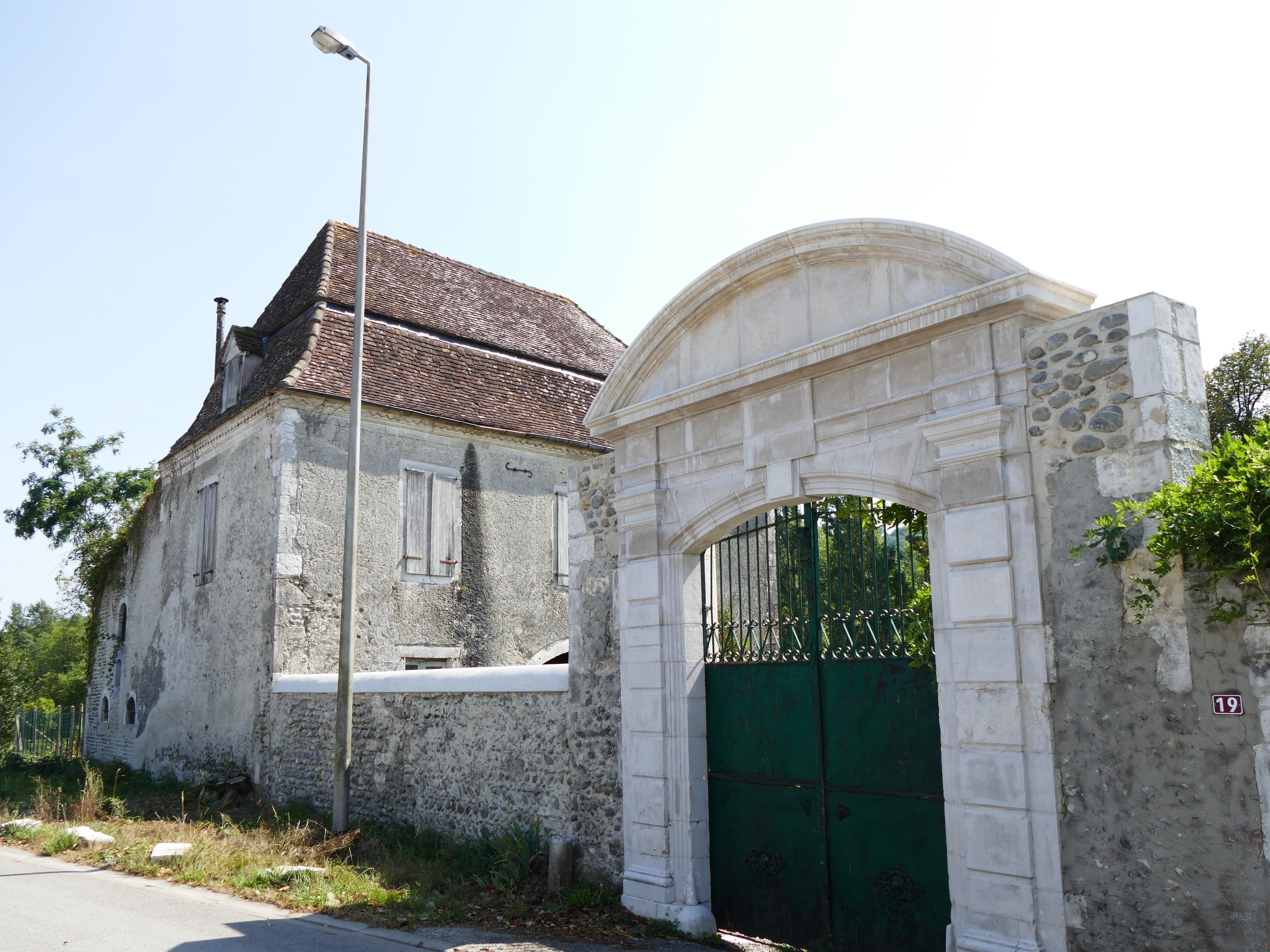
L'abbaye laïque.

L'abbaye laïque de Lendresse se trouve sur le territoire de la commune.

### Patrimoine religieux
L'église Saint-Barthélemy, au lieu-dit Arance, date du XIXe siècle, tout comme l'église Saint-Martin, située au lieu-dit Lendresse, ainsi que l'église Saint-Pierre-aux-Liens du lieu-dit Gouze. L'église Saint-Pierre date, quant à elle, de 1834.

## Équipements
éducation
La commune dispose d'une école primaire.
La Maison familiale rurale (MFR), établissement de formation par alternance, accueille les élèves en classe de 4e, 3e, BEPA Services aux personnes et Bac Pro 3 ans élevage bovins et équins.

## Personnalités liées à la commune
Antoine de Thomassin de Peynier, né en 1731 à Aix-en-Provence et mort en 1809 à Arance, est un officier de marine français des XVIIIe et XIXe siècles.